# Sondaleza
Se llama sondaleza al cordel en cuyo extremo se amarra el escandallo para sondar y medir la profundidad y naturaleza del fondo de las aguas. Tiene una longitud de ciento veinte brazas que van marcadas convenientemente. En algunos casos también se conoce por sondaleza al conjunto de cordel y escandallo. (ing. Sounding line).
Se distinguen dos sondalezas con las denominaciones de grande y chica, siendo la primera la descrita y la segunda, una más corta utilizada para lugares de poco fondo. 